# Natalia Goñi
Natalia Goñi Labrador (Sestao, Vizcaya, 1963) es una acordeonista, compositora y profesora de música española, actual directora del Conservatorio de Música de Sestao.

## Biografía
Nacida en Sestao (Vizcaya), cursó los estudios musicales en el Conservatorio Profesional de Música de Bilbao, donde se formó en armonía, música de cámara y dirección de orquesta y coro y acordeón y piano. Posteriormente cursó el grado superior en interpretación musical. Como música está formada en acordeón y piano.
Ejerció de música, formadora y profesora de música, así como también de compositora y de directora de orquesta y coros. A comienzos de los años noventa comenzó a impartir clase en el Conservatorio de Música de Sestao, donde imparte acordeón y solfeo. En el año 2008 se convirtió en la directora del Conservatorio de Música de Sestao hasta el año 2014 y en 2020 volvió a ser elegida directora del conservatorio, sucediendo a la pianista Elena Bárcena.
Entre los alumnos formados por Goñi destaca el acordeonista Julen Murga.